# Raptor (raketmotor)
Raptor is een vloeibarebrandstofraketmotor ontwikkeld door SpaceX. De motor werkt op cryogeen methaan en vloeibare zuurstof (afgekort: methalox) volgens het full-flow staged combustion-principe. Het is zowel de eerste methalox-raketmotor als de eerste full-flow staged combustion-motor die ooit een raket aandreef. 
De Raptors zijn bedoeld als hoofdmotoren voor de volgende generatie raketten van SpaceX genaamd Starship. Prototypes van die raket-ruimteschipcombinatie worden sinds 2019 getest. De Raptor debuteerde op de Starhopper, een testraket die een maximum hoogte van 150 meter bereikte en vervolgens weer landde. 
Elon Musk beoogt een stuksprijs van minder dan een miljoen dollar voor deze motoren. Ter vergelijking: de prijs van een Blue Origin BE-4 bedraagt 20 miljoen en die van een RS-25 72,5 miljoen.

## Full-flow staged combustion

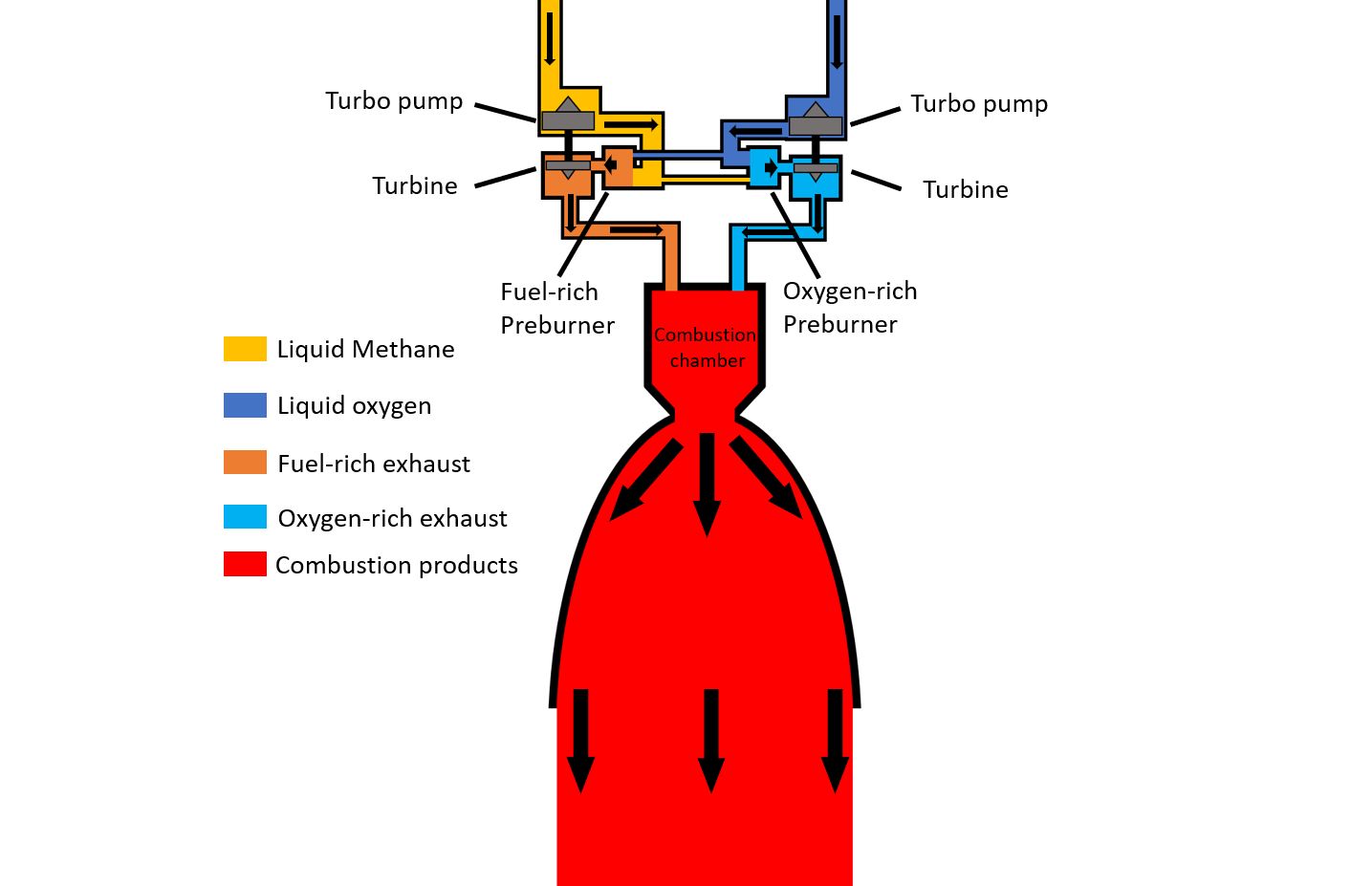
schematische voorstelling van een raptor

De Raptor werkt volgens de full-flow staged combustion-cyclus. Dat houdt in dat deze twee turbopompen heeft waarvan er één zuurstofrijk en één brandstofrijk is, en dat de uitstoot van de onvolledig verbrande zuurstof en brandstof uit de turbopompen samen met de brandstof en zuurstof in de verbrandingskamer worden verbrand en deel van de stuwstraal worden. 
Full-flow staged combustion wordt gezien als de meest complexe verbrandingscyclus maar heeft als voordeel dat de motor zeer effectief is en de turbopompen minder heet worden. Het feit dat de turbopompen minder heet worden zorgt ervoor dat de motor minder makkelijk schade oploopt en sneller en vaker is te hergebruiken. Ook zorgt het gebruik van methaan voor een roetvrije verbranding en blijven de turbopompen daardoor schoon. En dat is een van de doelen die SpaceX-CEO Elon Musk met het hele Starship-lanceersysteem beoogt. Hij wil dat Raptors snel te hergebruiken worden en net zo onderhoudsvriendelijk en betrouwbaar zullen zijn als de motoren van verkeersvliegtuigen.

## Raptor 1

### Ontwikkeling
De ontwikkeling van de Raptor begon in 2014 nadat SpaceX tot de conclusie was gekomen dat RP1-raketkerosine niet geschikt was om op Mars te gebruiken omdat het daar niet kan worden gewonnen. Het concept voor de Merlin 2-motor, een vergrote versie van de Merlin 1 die ze voor de Falcon 9 hadden ontwikkeld werd daarom losgelaten. Waterstofgas is wel te winnen op Mars, maar moeilijk op te slaan, dus koos SpaceX voor methaan dat gemakkelijker is op te slaan en ook op Mars is te winnen. Elon Musk staat zelf aan het hoofd van het team dat de Raptor ontwierp en ontwikkelde. 

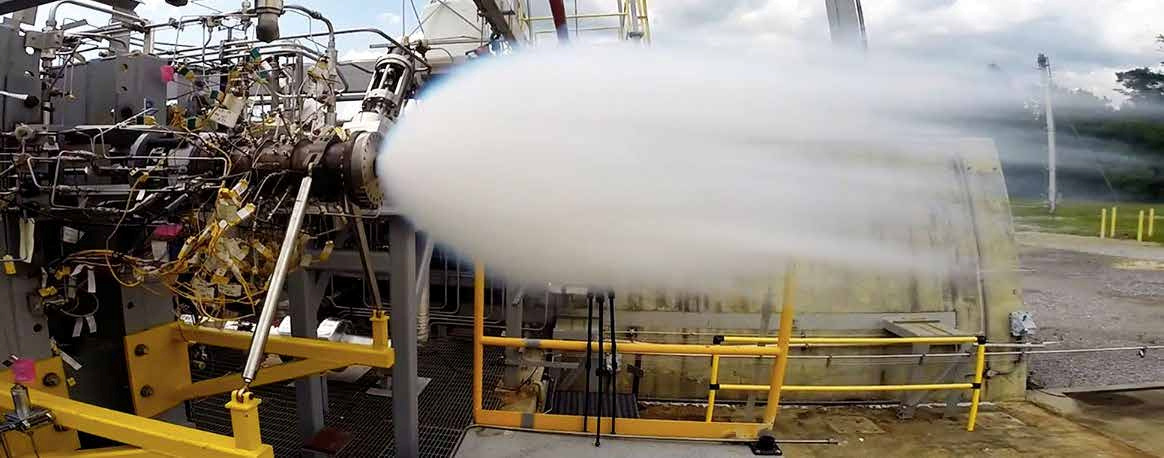
Een prototype van een zuurstofrijke voorverbrander voor de Raptor werd in 2015 op NASA Stennis getest.

Aanvankelijk werden componenten voor de Raptor getest op NASA’s Stennis Space Center in Mississippi.
In januari 2016 kreeg SpaceX een subsidie van het United States Department of Defense voor het ontwikkelen van een prototype upperstage-uitvoering van de Raptor. In juli 2016 werd de eerste complete Raptor naar de eigen McGregor Test Facility van SpaceX in Texas vervoerd om testen te ondergaan.
Het ging toen nog om een verkleinde maar volledig werkende uitvoering van de Raptor. 
De eerste test vond plaats in september 2016 en foto's van die test werden een dag voor de presentatie van het ITS-ontwerp, het eerste gepresenteerde conceptontwerp dat later tot Starship zou worden doorontwikkeld, door Musk op Twitter geplaatst.

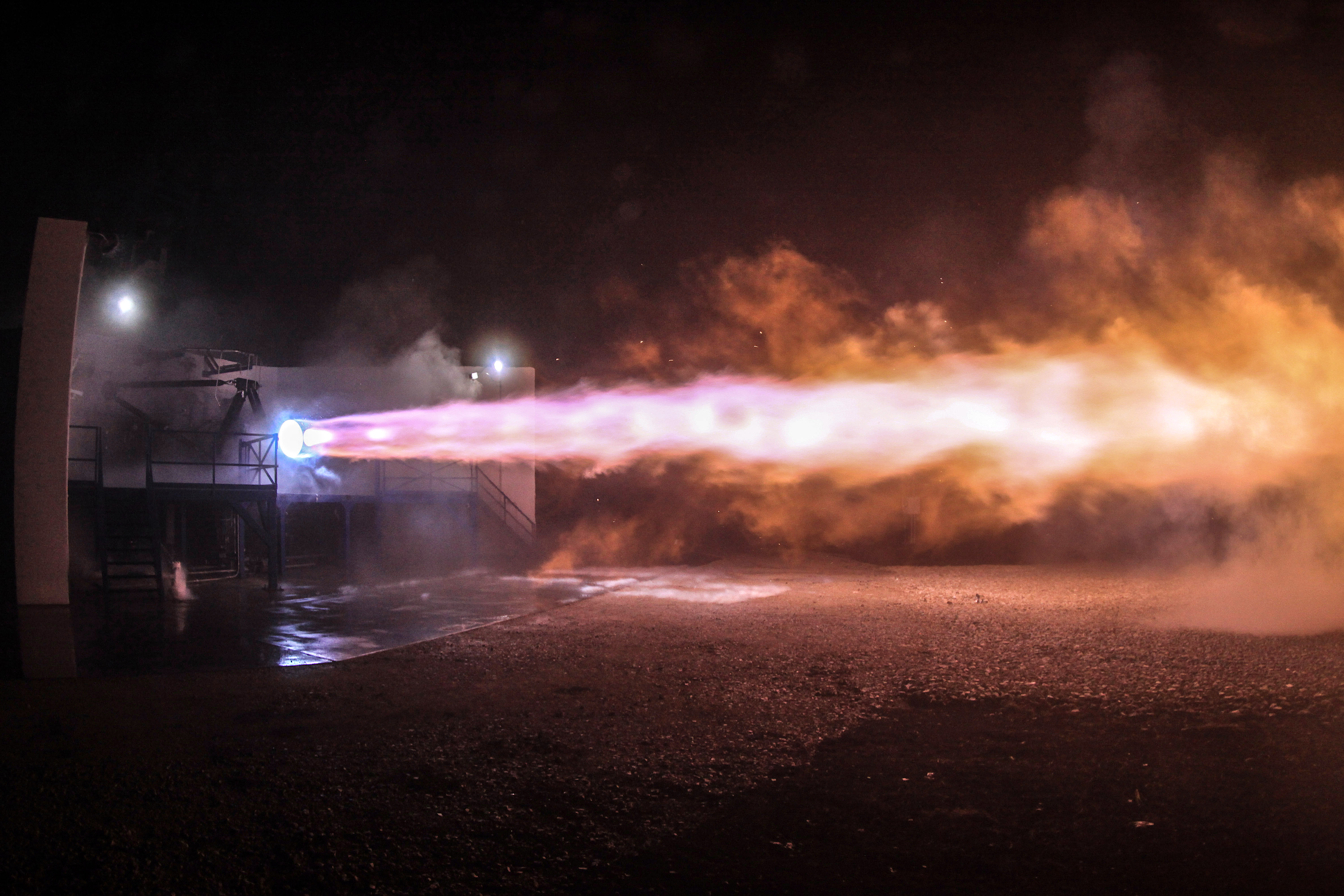
De eerste horizontale hotfire test van de eerste Raptor op 25 september 2016

Tussen 2016 en 2019 werd het beoogde formaat en de beoogde stuwkracht een aantal keer bijgesteld. Dat gebeurde omdat het conceptontwerp van Starship een aantal keer veranderde. Om een raket te laten landen is het belangrijk dat die motoren niet te krachtig zijn waardoor een raket voor de grond te raken weer zou opstijgen. Daarom moest de motor daarvoor worden geoptimaliseerd. Ook moest de Raptor veel gas kunnen terugnemen zodat er goede controle over de landing is. Voordeel van het full flow-principe is dat het gemakkelijk te vergroten of verkleinen is zonder effectiviteit te verliezen; Iets wat bij sommige andere verbrandingscycli niet makkelijk kan of zelfs onmogelijk is.

### Gebruik
De Raptor 1 debuteerde in 2019 met de twee vluchten van de Starhopper. Daarna werden twee hoppervluchten met Starship-tanksecties uitgevoerd en uiteindelijk vijf atmosferische testvluchten met Starship-prototypes tot een hoogte van ongeveer 10 kilometer. Hierbij moesten de Raptors herstarten om de landing uit te voeren. Tijdens deze testvluchten bleek dat de Raptor 1 kwetsbaarheden had die de motor onbetrouwbaar maakten. Zo zaten er veel leidingen en bekabeling aan de buitenkant die door de hitte konden beschadigen. Ook kwam het tijdens een van de vluchten voor dat een turbopomp zichzelf verbrandde. 
Musk wil, net als SpaceX eerder met de Merlin 1 deed, de Raptor na het bereiken van motoren van vluchtwaardige kwaliteit nog stapsgewijs doorontwikkelen. De Raptor 1 die gebruikt werd voor de Starhopper en de Starship-prototypes tot en met serienummer S20 en Super Heavy-prototypes tot en met serienummer B4, werd na iedere test op details verbeterd maar had kwetsbaarheden. 
Door het tussentijds verbeteren van de Raptor 1 ontstond een versimpelde betrouwbaardere versie daarvan die soms als Raptor 1.5 werd aangeduid. Deze debuteerde op Starship-prototype SN15 dat als eerste een succesvolle landing uitvoerde. Deze 1.5-uitvoering was te herkennen aan de groene straalpijpen die ook op de Raptor 2 zijn terug te vinden.
Raptor 1's werden ontworpen en geproduceerd in SpaceX-hoofdkwartier in Hawthorne, Californië. Ze werden getest in McGregor (Texas) en de testvluchten waren op Starbase in Zuid-Texas.
Van de Raptor 1 werden ook R-vac- en R-boost-varianten gebouwd. Een R-vac is een Raptor die door middel van een langere straalpijp is geoptimaliseerd voor prestaties in het vacuüm van de ruimte. Een R-boost is een gefixeerde versie waarmee niet is te sturen. 
De gebouwde R-vac 1 en R-boost 1 werden uiteindelijk niet meer gebruikt voor testvluchten maar er zaten drie R-vac 1’s onder Starship-prototype S20 (dat nooit vloog) gemonteerd en er zaten twintig R-boost 1 onder Super Heavy-prototype B4. De maximale nominale stuwkracht van de Raptor 1 was 185 ton (1814 kilonewton). In testopstellingen werden hogere waarden behaald.

## Raptor 2
Vanwege de kwetsbaarheden werd met de lessen van Raptor 1 de Raptor 2 ontwikkeld. Deze is ontworpen om krachtiger en gelijktijdig minder kwetsbaar te zijn. Zo is bij de Raptor 2 alle eerder externe bedrading weggewerkt zodat die niet aan eventueel vuur wordt blootgesteld. De opening van de verbrandingskamer naar de straalpijp is iets wijder dan bij Raptor 1. Het gevolg hiervan is dat de specifieke impuls (effectiviteit) iets lager is, maar dat er fors meer ogenblikkelijke stuwkracht kan worden geproduceerd. Raptor 2's waren anno juni 2022 goed voor een stuwkracht van 2256 kilonewton. Musk verwacht dat de stuwkracht nog kan worden opgeschroefd tot 250 ton. De turbopompen leveren een vermogen van 100 megawatt. Ook heeft de Raptor 2 geen torch igniters in de verbrandingskamer, maar gaat de ontsteking volgens een ander (geheim) principe. De ontsteking van de voorverbranders van de turbopompen gebeurt (nog) wel middels torch igniters. 
Het debuut van de Raptor 2 was voorzien voor de eerste orbitale vlucht van Starship. De boostertrap, genaamd Super Heavy, bevat er 33. 20 van die Raptors zijn van het R-boost-type. Het Starship (tweede trap) zal meestal in een configuratie met drie Raptors en drie R-vacs vliegen.

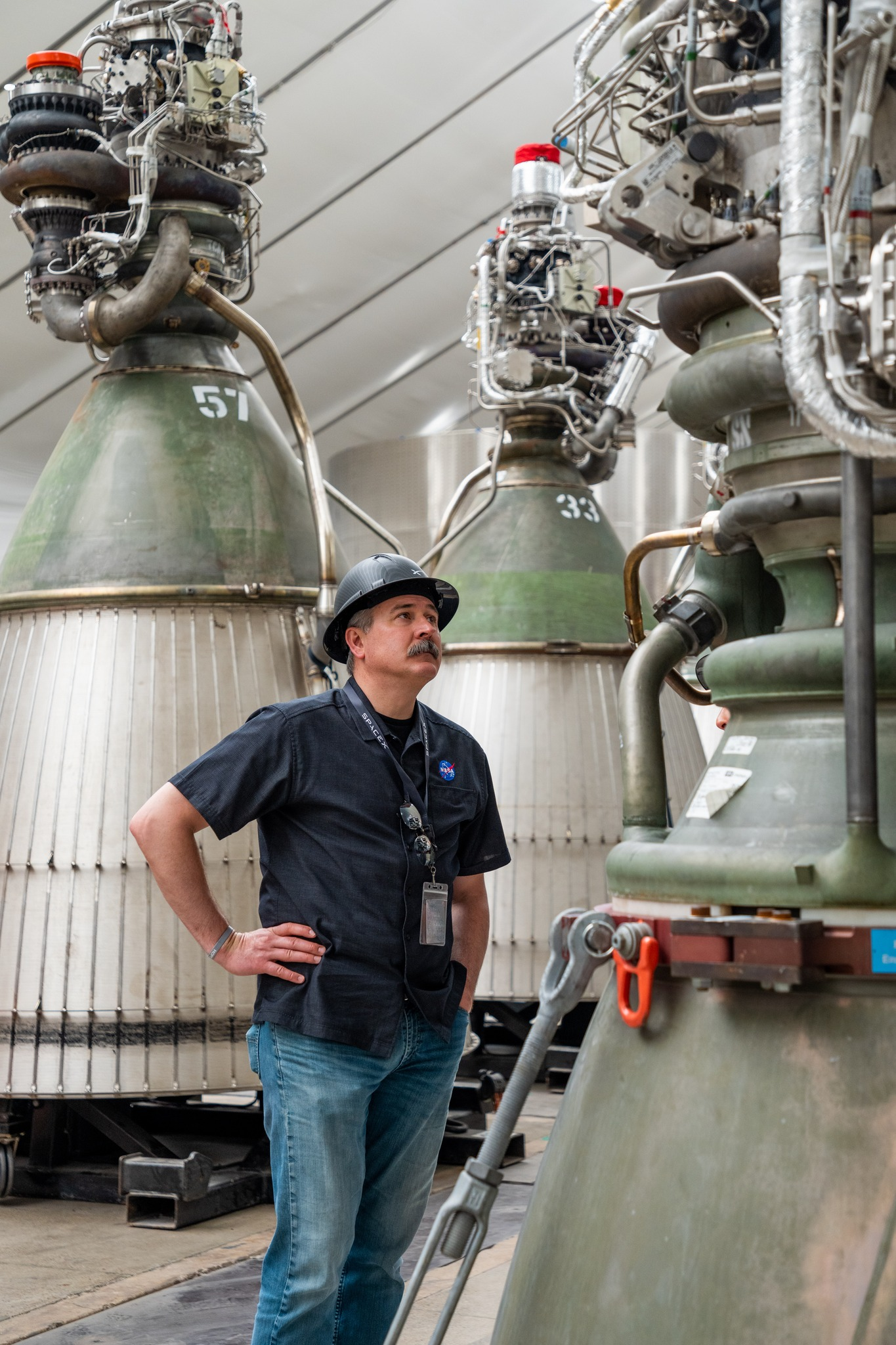
Op de achtergrond meerdere R-vac 2’s in een productietent op Starbase, de motor die rechts half in beeld is is een standaard Raptor 2

Raptor 2-motoren werden net als de Raptor 1 in het SpaceX-hoofdkwartier ontworpen en prototypes worden daar ook geproduceerd. De fabriek voor de productielijn is of komt op SpaceX Test Range bij McGregor waar ze ook worden getest. Tijdens de ontwikkeling van de Raptor 2 zijn tijdens tests tussen de 20 en 30 Raptors opgeblazen en 50 verbrandingskamers smolten.
In februari 2022 gaf Elon Musk aan dat de hittebestendigheid van de verbrandingskamer de grootste uitdaging vormde. Hij was er toen van overtuigd dat ze dat probleem op korte termijn hadden opgelost en in april 2022 genoeg motoren voor een eerste vlucht gereed zouden hebben. Sinds de zomer van 2022 was het productieproces dusdanig gestroomlijnd dat SpaceX dagelijks een Raptor 2 wist af te bouwen.
Op 20 april 2023 maakte Starship-Super Heavy zijn eerste vlucht. De Super Heavy was uitgerust met 33 Raptor 2-motoren. Daarvan vielen er tijdens de vlucht acht uit. Mogelijk speelden rondvliegende stukken beton daarin een rol maar SpaceX vond daarvoor nog geen bewijs. De drie Raptors en drie R-vacs van de tweede trap werden na verlies van controle over de raket niet gestart.
Trust Vector Control (TVC, het kantelen van motoren om te sturen) ging op de eerste Raptor 2’s met hydraulische systemen. In juli 2022 werden Raptors met elektrische TVC door middel van krachtige servo’s geproduceerd waarmee massa wordt bespaard. Vanaf Super Heavy B9 en Starship S26 worden de rakettrappen met de elektrische TVC uitgerust.

## Raptor 3
Tijdens een rondleiding die Elon Musk in het voorjaar van 2022 aan youtuber Tim Dodd gaf, vertelde hij dat hij nog verbeteringswensen voor de Raptor heeft. Hij wilde de uitwendige leidingen nog uit het ontwerp verwijderen. Het belangrijkste doel daarvan is dat hij de hittebestendige hoezen die de leidingen beschermen tegen de hitte overbodig wil maken. Ook zou hij het aantal bouten en moeren op de motor verder willen verminderen. Daarnaast wil hij de torch ignition van de voorverbranders door een minder onderhoudsgevoelige ontsteking vervangen. Dit heeft wel als nadeel dat een Raptor voor bepaalde reparaties of inspecties moet worden open geslepen en vervolgens weer moet worden dichtgelast.
Musk verwacht met de Raptor 99 procent van de theoretische maximale specifieke stoot die met methaan mogelijk is te halen. Die laatste procent is volgens hem alleen door de goden nog te winnen.
Op 13 mei 2023 meldde Elon Musk dat een Raptor 3 tijdens een test gedurende 45 seconden een kamerdruk van 350 bar had doorstaan bij een stuwkracht van 2,638 meganewton.
Op 2 augustus 2024 publiceerde Musk een foto van het eerste productiemodel van de Raptor 3.

## Trivia
- Tijdens sommige tests worden de grenzen van motoren opgezocht. Op 30 september 2024 draaide een Raptor 2 gedurende een run 897 seconden aan een stuk (bijna 15 minuten). Op 23 oktober 2024 werd op de McGregor test range een Raptor 2 34 keer achterelkaar gestart.